# بيتر شنايدر
بيتر شنايدر (بالألمانية: Peter Schneider)‏ (و. 1940 – م) هو كاتب، وكاتب سيناريو من ألمانيا . ولد في لوبيك .

## مناصب وهيئات
أدار جامعة هارفارد، وجامعة جورجتاون.

## روابط خارجية
- بيتر شنايدر على موقع IMDb (الإنجليزية)
- بيتر شنايدر على موقع الموسوعة البريطانية (الإنجليزية)
- بيتر شنايدر على موقع مونزينجر (الألمانية)
- بيتر شنايدر على موقع ألو سيني (الفرنسية)
- بيتر شنايدر على موقع قاعدة بيانات الأفلام السويدية (السويدية)
- بيتر شنايدر على موقع قاعدة بيانات الفيلم (الإنجليزية)
- بيتر شنايدر على موقع كينوبويسك (الروسية)